# YTHDF2
YTHDF2‏ (YTH N6-methyladenosine RNA binding protein 2) هوَ بروتين يُشَفر بواسطة جين YTHDF2 في الإنسان.